# 사리원시
사리원시(沙里院市)는 조선민주주의인민공화국 황해북도 서중부에 있는 시이자, 도 소재지이다. 시의 서부에는 재령강이 북쪽으로 흐르며, 재령평야의 동부에 위치한다. 경의선과 황해청년선이 교차하는 철도 교통의 요지로 도시가 성장하였다. 무연탄 등의 자원이 풍부한 공업도시이다. 황해북도 인민위원회, 조선로동당 황해북도당위원회 등이 소재한다.

## 지리
황해북도의 서부에 위치한다. 원래는 봉산군의 일부로, 경의선을 따라서 발달한 도시이다. 북쪽과 동쪽은 봉산군에 둘러싸여있고 남쪽은 은파군과 접한다. 서쪽은 황해남도이다. 재령강 연안에 위치해 있고 북쪽에서 남쪽으로 갈수록 평야에 가까워진다. 여러 산들이 솟아 있으며, 최고봉은 가마봉이다. 사리원시의 산들은 400m미만의 산들이다. 하천들은 소규모로 흐른다. 시 면적의 21.9%를 삼림이 차지한다. 운하와 호수가 위치해 있다.

## 역사
원래는 '사리'라는 지명이었지만, 조선 시대에 공인된 역참이 소재하는 곳을 '원(院)'이라고 칭하였기 때문에 사리원으로 불리게 되었다.
- 조선 시대 : 봉산군 사원방(沙院坊) → 사원면(沙院面)
- 1905년 11월 5일 : 경의선이 개통되면서 철도역이 있는 사리원이 봉산군의 교통 중심지가 되었다.
- 1912년 12월 : 동선면에 있던 봉산군의 군청이 사리원으로 이전하였다.
- 1921년 : 사원면을 사리원면(沙里院面)으로 개칭하였다.
- 1931년 4월 1일 : 봉산군 사리원면이 사리원읍으로 승격하였다.[1]
- 1945년 8월 15일 건국준비위원회의 건국 준비 과정에서 사리원읍을 사리원시로 승격하였다. 대한민국은  이북5도위원회 행정구역에서 이를 인정하고 있으나 소비에트 민정청에서는 이것이 인정되지 않았다.
- 1947년 6월 : 사리원읍이 사리원시로 승격하였다.
- 1954년 10월 30일 : 황해북도가 신설되면서 도청 소재지가 되었다.

## 행정 구역
총 31동과 9리로 구성되어 있다.
| - 경암동(景岩洞) - 광성동(廣成洞) - 구천1~4동(九泉洞) - 대성동(大城洞) - 도림동(桃林洞) - 동1·2동(東洞) - 만금동(萬金洞) - 북1~4동(北洞) - 산업동(産業洞) - 상매1·2동(上梅洞) - 상하동(上下洞) - 서리동(西里洞) - 성문동(城門洞) - 신양동(新陽洞) - 신창동(新昌洞) - 신흥1·2동(新興洞) - 어수동(御水洞) - 운하1·2동(運河洞) - 원주동(原州洞) - 은별동(銀별洞) - 철산동(鐵山洞) | - 구룡리(九龍里) - 대룡리(大龍里) - 문현리(文峴里) - 미곡리(嵋谷里) - 봉의리(鳳儀里) - 선정리(禪井里) - 성산리(城山里) - 정방리(正方里) - 해서리(海西里) |

## 기후
| 사리원시의 기후                               | 사리원시의 기후 | 사리원시의 기후 | 사리원시의 기후 | 사리원시의 기후 | 사리원시의 기후 | 사리원시의 기후 | 사리원시의 기후 | 사리원시의 기후 | 사리원시의 기후 | 사리원시의 기후 | 사리원시의 기후 | 사리원시의 기후 | 사리원시의 기후 |
| 월                                            | 1월             | 2월             | 3월             | 4월             | 5월             | 6월             | 7월             | 8월             | 9월             | 10월            | 11월            | 12월            | 연간            |
| --------------------------------------------- | --------------- | --------------- | --------------- | --------------- | --------------- | --------------- | --------------- | --------------- | --------------- | --------------- | --------------- | --------------- | --------------- |
| 일평균 최고 기온 °C (°F)                      | 0.1 (32.2)      | 3.5 (38.3)      | 9.9 (49.8)      | 17.7 (63.9)     | 23.5 (74.3)     | 27.4 (81.3)     | 28.9 (84.0)     | 29.6 (85.3)     | 26.0 (78.8)     | 19.3 (66.7)     | 10.3 (50.5)     | 2.2 (36.0)      | 16.5 (61.7)     |
| 일일 평균 기온 °C (°F)                        | −4.8 (23.4)     | −1.8 (28.8)     | 4.1 (39.4)      | 11.3 (52.3)     | 17.3 (63.1)     | 21.8 (71.2)     | 24.6 (76.3)     | 24.9 (76.8)     | 20.1 (68.2)     | 13.2 (55.8)     | 5.3 (41.5)      | −2.2 (28.0)     | 11.2 (52.2)     |
| 일평균 최저 기온 °C (°F)                      | −9.2 (15.4)     | −6.5 (20.3)     | −0.9 (30.4)     | 5.5 (41.9)      | 11.7 (53.1)     | 17.2 (63.0)     | 21.1 (70.0)     | 21.2 (70.2)     | 15.2 (59.4)     | 7.8 (46.0)      | 0.7 (33.3)      | −6.2 (20.8)     | 6.5 (43.7)      |
| 평균 강수량 mm (인치)                         | 8.9 (0.35)      | 12.0 (0.47)     | 18.1 (0.71)     | 42.6 (1.68)     | 71.2 (2.80)     | 80.0 (3.15)     | 203.1 (8.00)    | 203.5 (8.01)    | 85.6 (3.37)     | 40.7 (1.60)     | 32.7 (1.29)     | 14.7 (0.58)     | 813.1 (32.01)   |
| 평균 강수일수 (≥ 0.1 mm)                      | 4.2             | 3.3             | 3.8             | 5.5             | 6.9             | 7.5             | 11.4            | 9.9             | 5.8             | 4.7             | 6.5             | 5.5             | 75.0            |
| 평균 강설일수                                 | 4.8             | 3.2             | 1.3             | 0.3             | 0.0             | 0.0             | 0.0             | 0.0             | 0.0             | 0.1             | 2.2             | 5.6             | 17.5            |
| 평균 상대 습도 (%)                            | 71.0            | 67.9            | 65.4            | 63.2            | 67.4            | 74.4            | 83.3            | 82.4            | 76.6            | 72.4            | 73.1            | 71.4            | 72.4            |
| 출처: 대한민국 기상청 (평년값: 1991년~2020년) |                 |                 |                 |                 |                 |                 |                 |                 |                 |                 |                 |                 |                 |

## 교통
사리원시는 황해북도의 교통, 산업, 사회문화의 중심지이다. 주요 철도 노선에는 평의선과 황해청년선이 있으며, 1992년에 평양개성고속도로가 개통되어 교통 인프라가 잘 구축되어 있다.

## 관광과 산업시설

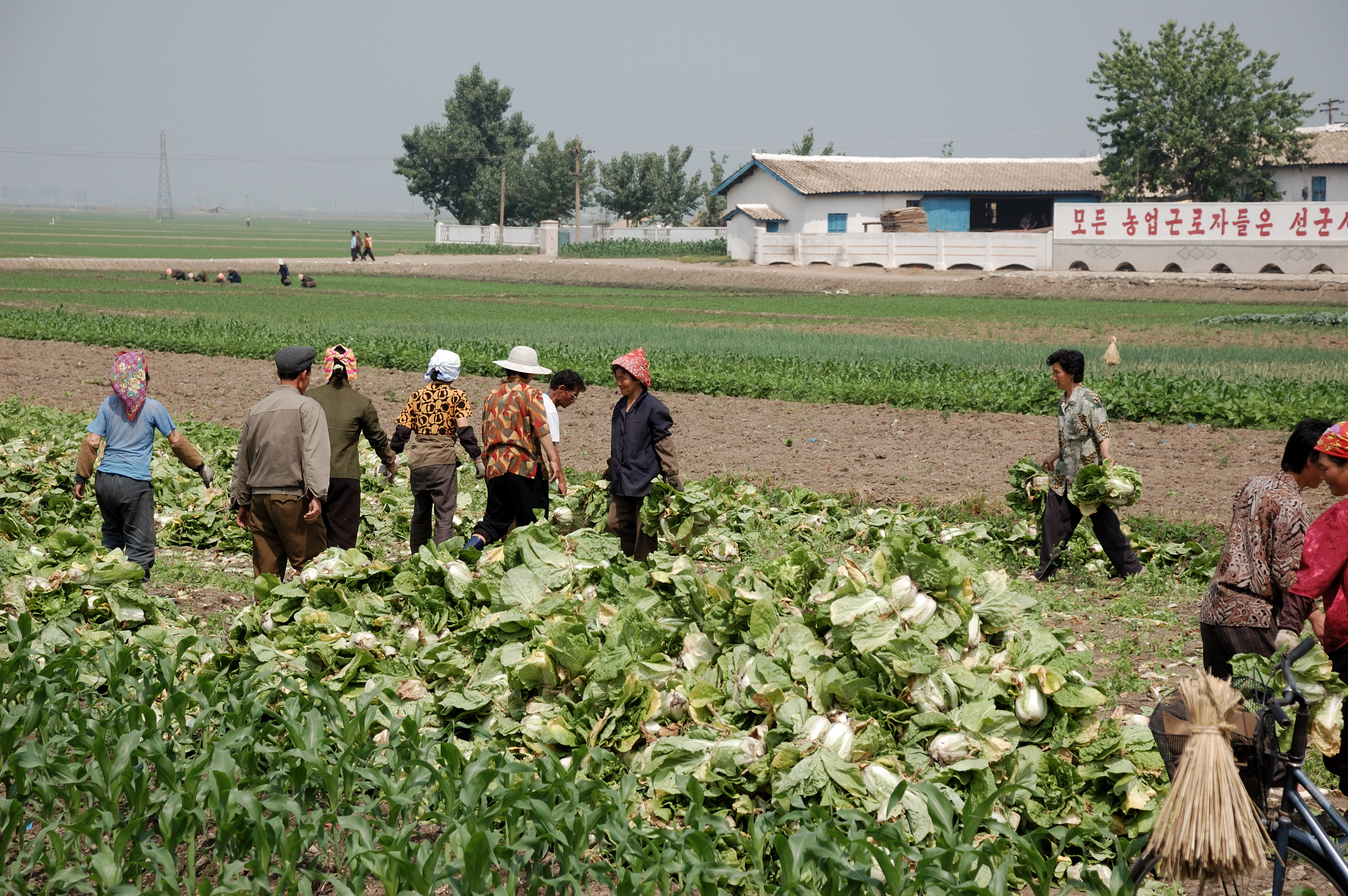
미곡리의 농장

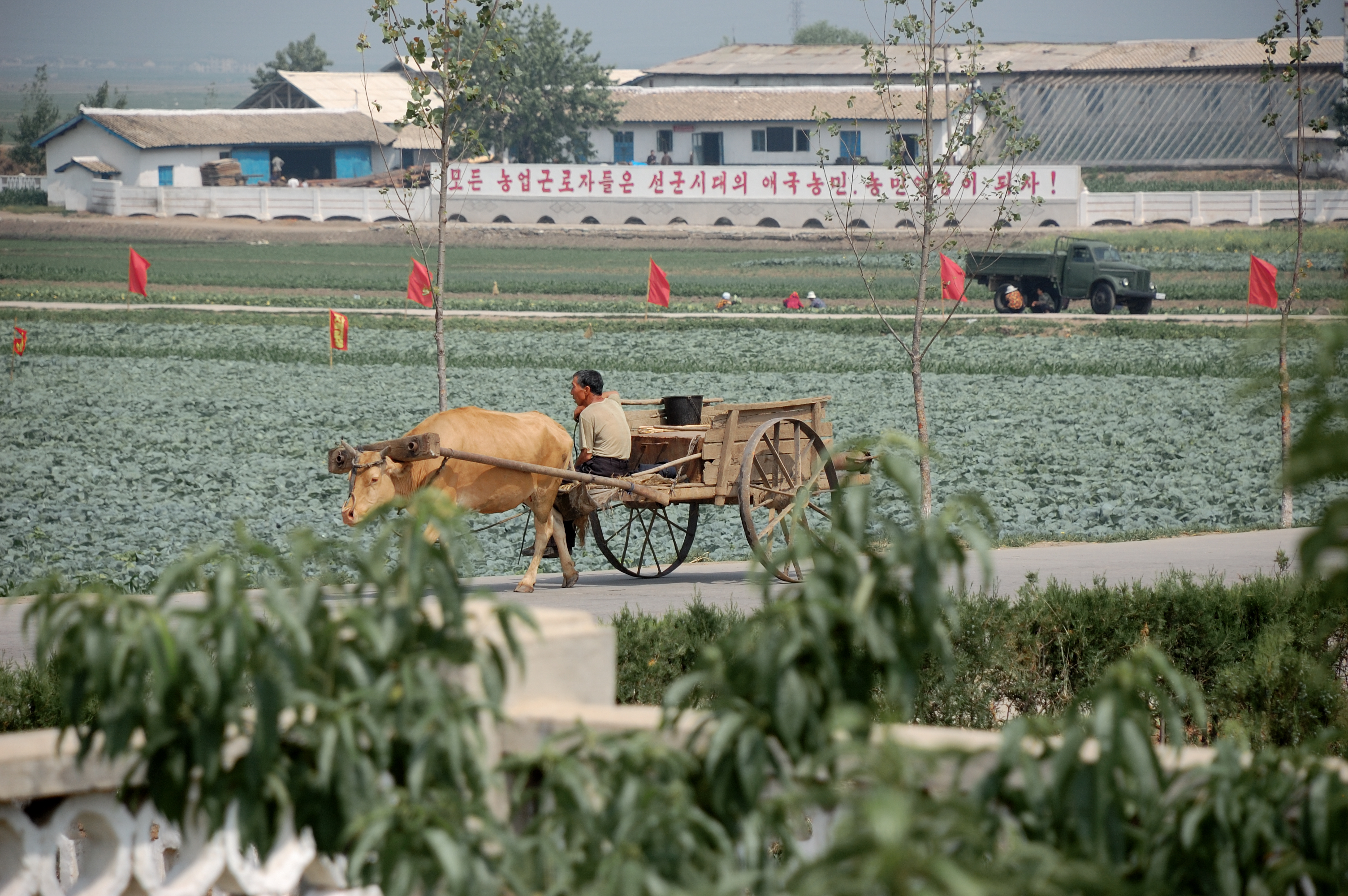
미곡리의 농장

사리원시는 많은 석회석이 매장되어 시멘트를 이용한 중공업이 잘 발달되어 있다. 2.8시멘트공장 이 가장 유명하며, 이곳의 시멘트는 매우 질이 좋아 해외로 수출한다.
한편, 관광업이 발달하였으며, 가장 유명한 곳은 경암산성과 정방산성 등이 있다. 경암산성은 사리원시에 남서쪽에 위치하였으며, 공원이 있다. 경암산성은 많은 외국인과 해외동포들이 찾는다.
최근 미곡리에는 주민들의 노력으로 문화회관 및, 다양한 모양의 주택이 만들어졌다. 김정은 조선로동당 위원장의 지시로 건설한 방송에 소개된 시립수영장이 2014년에 개관해, 오락시설들이 점점 늘어가고 있다.

## 같이 보기
- 재령강
- 길성포
- 강건대학
- 계응상대학
- 사리원청년역
- 평양공업지구
- 사리원지질대학
- 사리원방직공장
- 사리원교원대학
- 사리원공업대학
- 사리원고려약학대학
- 사리원청년경기장
- 리계순사리원제1사범대학

## 참고 자료
- Dormels, Rainer. North Korea's Cities: Industrial facilities, internal structures and typification. Jimoondang, 2014. ISBN 978-89-6297-167-5